# 오스틴랜드
오스틴랜드(Austenland)는 블룸스버리에서 출판된 섀넌 헤일의 2007년 소설이다. 이 작품은 뉴욕에 살고 있는 그래픽 디자이너인 주인공 제인 헤이스가 제인 오스틴의 1813년 소설 오만과 편견, 특히 1995년 BBC 각색에서 콜린 퍼스가 연기한 미스터 다시에 은밀히 집착하고 있는 과정을 따라간다. 그녀의 이모가 죽고 유언장에 따라 제인은 고객과 배우가 리젠시 시대의 캐릭터 역할을 하는 영국 시골의 오스틴 테마파크로 여행을 떠난다. 이 소설은 헤일의 오스틴랜드 시리즈 중 첫 번째이며, "Midnight in Austenland"가 그 뒤를 따른다. 첫 번째 소설을 기반으로 한 영화는 2013년에 개봉되었으며, 케리 러셀이 주연을 맡고 제루샤 헤스(Jerusha Hess)가 감독을 맡았다.